# Conseil suprême (Transnistrie)
VIIe législature
Bâtiment du gouvernement
Le Conseil suprême (en moldave : Советул Супрем romanisé : Sovietul Suprem ; en russe : Верховный Совет romanisé : Verkhovny Sovet ; en ukrainien : Верховна Рада romanisé : Verkhovna Rada) est le parlement monocaméral de l'état auto-proclamé de Transnistrie, officiellement république moldave du Dniestr.
Créé en 1990, il devient monocaméral en 2000. Il est composé de 33 membres et est actuellement présidé par Aleksander Korshunov. Il siège à Tiraspol.

## Système électoral
Le conseil suprême est un parlement monocaméral composé de 33 sièges pourvus pour cinq ans au scrutin uninominal majoritaire à un tour dans autant de circonscriptions. Avant une réduction mise en œuvre en 2020, le nombre de sièges était de 43.

## Liste des présidents
| Nom                  | Début         | Fin           |
| -------------------- | ------------- | ------------- |
| Igor Smirnov         | novembre 1990 | novembre 1990 |
| Vladimir Gonchar     | novembre 1990 | janvier 1991  |
| Grigore Mărăcuţă     | 1991          | 2005          |
| Evgueni Chevtchouk   | 2005          | 2009          |
| Anatoli Kaminski     | 2009          | 2012          |
| Mikhail Burla        | 2012          | 2015          |
| Vadim Krasnoselsky   | 2015          | 2016          |
| Alexander Shcherba   | 2016          | 2019          |
| Aleksander Korshunov | depuis 2019   |               |